# Lenka Jonesson
Lenka Jonesson Deker, född 29 april 1944 i Tjeckoslovakien, är en svensk konstnär.
Jonesson Deker studerade vid Konstfackskolan i Tjeckoslovakien 1965-1970 och vid Konstfackskolan i Stockholm 1980-1981. Separat har hon ställt ut på bland annat Almgrens Sidenväveri/museum i Stockholm, Konstnärshuset och på Nolhaga Slott i Alingsås. Hon har medverkat i ett stort antal samlingsutställningar bland annat i  Norge, Island, Danmark, Finland, Slovakien, Tjeckien, Schweiz, USA, Chile, Bulgarien. Görvälns slott, Stockholms läns museum, Konstfrämjandet, Hallwylska museet. Bland hennes offentliga arbeten märks en vattentrappa vid Segeltorpsskolan i Huddinge. skulptur och relief i Björkhagen och Östertälje. Hon har tilldelats stipendium från Stockholms stad och Konstnärsnämnden. Hennes konst består av måleri,skulptur,textil,samt gårdsutsmyckningar. Jonesson Deker är representerad vid Statens konstråd, Västerbottens läns landsting, Akademiska sjukhuset i Uppsala, Ekerö kommun, Östhammar kommun, Tyresö kommun, Stockholms läns landsting samt Svenska ambassaden i Venezuela och Chile.